# Mírna Dolina
Mírna Dolina (en ucraïnès Мирна Долина, en rus Мирная Долина, Mirnaia Dolina) és una vila de l'óblast de Luhansk a Ucraïna. Fins al 2020 formava part del districte de Popasna, i després passà a formar part del districte de Sieverodonetsk i del municipi de Lissitxansk. La vila està ocupada per Rússia des del 21 de juny del 2022, i és administrada per la República Popular de Luhansk. El 2019 tenia 299 habitants.

## Història
Hi ha constància escrita de la vila des del 1773. El 1921 s'hi establí una planta agrícola a Mírna Dolina, que el 1925 es reorganitzà com una granja col·lectiva. El 1929 es reestructurà com una granja estatal. La vila rebé l'estatus d'assentament de tipus urbà el 1964.
Durant la Segona Guerra Mundial, 124 habitants del poble lluitaren al front, i 44 d'ells varen morir.
Durant la invasió russa d'Ucraïna del 2022, Mírna Dolina fou alliberada per les forces russes el 21 de juny del 2022.